# Kóstas Martákis
Kóstas Martákis (en grec moderne : Κώστας Μαρτάκης, né le 25 mai 1984 à Athènes en Grèce, est un chanteur grec. Il est célèbre pour sa participation à l'émission Dream Show sur Alpha TV en 2006. À la suite de l'émission, il sortira trois albums et participera à la finale nationale grecque pour le concours Eurovision de la chanson 2008. En 2011, il se classe second lors de la deuxième saison de l'adaptation grecque de Dancing with the Stars. En 2013, il participe à la première saison de l’émission Your Face Sounds Familiar.

## Discographie

### Albums
| Titre     | Album                                                             | Classement | Classement | Certifications  |
| Titre     | Album                                                             | CYP        | GRC        | Certifications  |
| --------- | ----------------------------------------------------------------- | ---------- | ---------- | --------------- |
| Anatropi  | - 20 juillet 2007 - Label : RCA - Formats : CD, digital download  | 1          | 9          | - CYP: Gold     |
| Pio Konta | - 12 novembre 2009 - Label : RCA - Formats : CD, digital download | –          | –          | - GRC : Platine |
| Entasi    | - 5 décembre 2011 - Label : RCA - Formats : CD, digital download  | –          | –          |                 |

### Studio albums
| Année | Titre     | Certification |      |          |   |
| ----- | --------- | ------------- | ---- | -------- | - |
| Année | Titre     | Certification | 2007 | Anatropi | – |
| 2009  | Pio Konta | Platine       |      |          |   |
| 2011  | Entasi    | –             |      |          |   |

### CD Singles
| Année | Titre              | Certification |      |            |   |
| ----- | ------------------ | ------------- | ---- | ---------- | - |
| Année | Titre              | Certification | 2006 | Panta Mazi | – |
| 2008  | Always and Forever | –             |      |            |   |